# Ами Сугита
Ами Сугита (јап. 杉田 亜未; 14. март 1992) јапанска је фудбалерка.

## Репрезентација
За репрезентацију Јапана дебитовала је 2014. године. За тај тим одиграла је 6 утакмица и постигла је 2 гола.

## Статистика
| Јапан  | Јапан | Јапан |
| Год.   | Ута.  | Гол.  |
| ------ | ----- | ----- |
| 2014   | 1     | 0     |
| 2015   | 3     | 2     |
| 2016   | 1     | 0     |
| 2017   | 1     | 0     |
| Укупно | 6     | 2     |